# Мироненко, Александр Григорьевич
Александр Григорьевич Мироненко (20 октября 1959 — 29 февраля 1980) — заместитель командира взвода разведывательной роты 317-го гвардейского парашютно-десантного полка 103-й гвардейской воздушно-десантной дивизии в составе 40-й армии Туркестанского военного округа (ОКСВА), гвардии старший сержант. Погиб в ходе Кунарской войсковой операции советских войск в Афганистане, вступив в неравный бой с моджахедами. Один из первых кавалеров звезды Героя Советского Союза в Афганской войне.

## Детство и юность
Родился 20 октября 1959 года в столице Таджикистана — городе Душанбе в семье рабочего.
Окончил строительный техникум. Занялся боксом — дошёл до Всесоюзного юношеского турнира, в армию призвался уже будучи кандидатом в мастера спорта по боксу. Мечтал о службе в Воздушно-десантных войсках, куда и попал вскоре после призыва в ряды Советской Армии в мае 1978 года.

## Подвиг

Боевой листок с описанием подвига Александра Мироненко.

По официальной версии, старший сержант Александр Мироненко участвовал в рейде по уничтожению крупного отряда моджахедов. После десантирования с вертолёта он выполнил задачу по захвату и удержанию площадки приземления, проявив при этом инициативу, отвагу и высокую выучку, лично уничтожив около десяти боевиков. Однако в ходе боя группа, которой командовал Мироненко, где кроме него были ещё двое десантников, была отрезана от основных сил. Мироненко умело организовал отражение атак противника, нанося ему ощутимый урон. В ходе боя один из товарищей Мироненко погиб. Дважды тяжело раненый, истекающий кровью, он продолжал разить врага из автомата и гранатами. Когда кончились патроны, Мироненко достал из разгрузки последнюю оставшуюся гранату Ф-1 и выдернул чеку. Когда стрельба окончилась, моджахеды решили, что Мироненко израсходовал боекомплект и стали приближаться, чтобы захватить гвардейца живым, не торопясь окружили уже не двигавшегося, но всё ещё живого Александра. Выждав, когда они подошли вплотную, Мироненко взорвал их вместе с собой.
Однако в 2012 году Павел Агафонов, командир инженерно-саперного взвода 317 ПДП и сослуживец Мироненко, утверждал, что никто не видел, как на самом деле погиб Мироненко.

Памятник на могиле Александра Мироненко на Новозападном кладбище Пензы.

## Захоронение
Первоначально Александр Мироненко был похоронен на аллее Славы городского кладбища Душанбе. Позднее — 7 октября 1987 года в душанбинском парке «Джавони», напротив дома, в котором жил А. Мироненко был торжественно открыт монумент с бюстом Героя.
В начале 1990-х годов из-за сложной политической обстановки в Таджикистане семья Александра Мироненко переехала в город Пензу. Выбор региона был связан с тем, что под Пензой — в Мокшанском районе Пензенской области — проживали предки Александра по материнской линии. По решению родителей Героя его прах также был перевезён в Пензу. 4 мая 1991 года останки Александра Мироненко были с воинскими почестями перезахоронены на Новозападном кладбище города. На могиле был установлен памятник.
В Душанбе, на месте прежнего захоронения, также остался надгробный памятник, ставший кенотафом.
В 2014 году на могиле Героя на Новозападном кладбище города Пензы был установлен новый памятник. Торжественное открытие этого памятника состоялось 26 ноября 2014 года с участием семи Героев Советского Союза и России, посетивших Пензу.

## Память
- Приказом Министра обороны СССР от 12 августа 1980 года навечно зачислен в списки личного состава 103-й воздушно-десантной дивизии.
- Памятник Герою Советского Союза А. Г. Мироненко установлен в городе Витебске в пункте постоянной дислокации 317-го гвардейского парашютно-десантного полка, где ныне дислоцируется 103-я гвардейская воздушно-десантная бригада Вооружённых Сил Республики Беларусь.
- В честь Александра Мироненко назван траулер Мурманского тралового флота.
- В 1980 году средняя школа № 37 города Душанбе, в которой он учился до поступления в строительный техникум, была названа его именем.
- В честь Александра Мироненко в городе Душанбе назван парк вблизи дома, где он вырос. В парке установлен памятник и мемориальная доска Воинам-интернационалистам.
- Имя Александра Мироненко занесено на стелу «Слава Героям», открытую в 2011 году в Пензе.

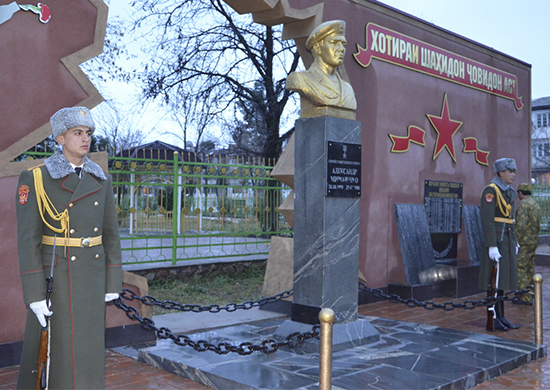
Бюст Александра Мироненко и памятный мемориал погибшим воинам в Афганской войне 1979-1989гг, (Душанбе, Таджикистан) с почётным караулом.